# Скажем мы друг другу «Браво!»
Скажем мы друг другу «Браво!» — музыкальный альбом группы «Браво», записанный в 1989 году и ставший единственным альбомом, на котором в качестве вокалиста выступил Евгений Осин. Долгое время распространялся только как магнитоальбом, а позднее его запись стала доступна в Интернете. В дискографию группы альбом не включался до 2021 года:92:314.
Официально альбом был выпущен 12 апреля 2021 года, в день 60-летия полёта в космос Юрия Гагарина.

## История записи
В 1988 году после того, как Жанна Агузарова окончательно покинула группу, вокалистом «Браво» становится Евгений Осин. По воспоминаниям Евгения Хавтана, во время многочисленных прослушиваний кандидатов «Женя исправно приезжал на все репетиции, сидел и слушал то, что мы делаем, а однажды сказал, что готов даже просто играть на перкуссии или быть техником, чтобы остаться в группе. Женя того времени идеально вписывался в образ стиляги, и мы всё-таки решили попробовать его, но на роль вокалиста».
Альбом записывался на студии Московского дворца молодёжи:158, звукорежиссёром выступил Игорь Замараев (ранее записывавший С. Минаева, группу «Альянс» и др.). Чёрно-белое фото шестерых участников группы в белых рубашках на фоне чёрной кафельной плитки, попавшее на обложку магнитоальбома, было сделано во время фотосессии в туалете Дворца:159.
Некоторые из песен альбома исполнялись вокалистами «Браво» и раньше («Чёрный кот» Жанной Агузаровой, «Король Оранжевое лето» Анной Салминой). В следующий альбом «Стиляги из Москвы», записанный в 1990 году уже с Валерием Сюткиным, вошёл и ряд песен, ранее исполненных Осиным (помимо песен «Чёрный кот» и «Король Оранжевое лето», это «Звёздный шейк», «Скорый поезд», «Мне грустно и легко», «Добрый вечер, Москва!» и инструментал «На танцплощадке»). Исключением стала только песня «Юрий Гагарин» — она в репертуаре «Браво» не закрепилась и вошла в сольный репертуар Осина в изменённой аранжировке.
В интервью, данном вскоре после смерти Евгения Осина в 2018 году, Евгений Хавтан упомянул пластинку, сказав о ней: «Она не издавалась. Но сегодня говорить про её издание будет некорректно». Он также подчеркнул, что Евгений Осин был первым исполнителем песен «Мне грустно и легко», «Добрый вечер, Москва».
Для официального выпуска альбома требовалась качественная копия, которая нашлась в 2020 году в архиве Игоря Замараева.
В 1989 году Осин покинул «Браво», причины не комментировались. В качестве одной из причин назывался скандал, связанный с тем, что «Браво» не стало выступать на очередном фестивале, проводимом редакцией рубрики «Звуковая дорожка» газеты «Московский комсомолец» из-за того, что на это время уже были запланированы гастроли по Прибалтике. Осин обвинил директора группы Андрея Агапова в погоне за «длинным рублём» и отказался от гонорара за тур, изрезав ножницами свою пачку купюр. После этого он со скандалом покинул коллектив (вместе с ним из состава вышел барабанщик Павел Кузин). В начале 1990 года новой вокалисткой группы стала Ирина Епифанова. Позднее, уже после смерти Осина, Евгений Хавтан рассказал в интервью о том, что группа рассталась с певцом «из-за его проблем» или даже «из-за его проблем с алкоголем».

## Список песен
Автор музыки — Евгений Хавтан, кроме указанного особо
| №   | Название                  | Текст песни       | Музыка         | Длительность |
| --- | ------------------------- | ----------------- | -------------- | ------------ |
| 1.  | «На танцплощадке»         |                   |                | 1:56         |
| 2.  | «Юрий Гагарин»            | Евгений Осин      | Евгений Осин   | 2:51         |
| 3.  | «Звёздный шейк»           | Евгений Осин      |                | 3:04         |
| 4.  | «Мне грустно и легко»     | Вадим Степанцов   |                | 3:08         |
| 5.  | «Сны»                     | Вадим Степанцов   |                | 3:38         |
| 6.  | «Просто так»              | Евгений Осин      |                | 3:19         |
| 7.  | «Скорый поезд»            | Александр Олейник |                | 3:37         |
| 8.  | «Добрый вечер, Москва!»   | Вадим Степанцов   |                | 2:55         |
| 9.  | «Чёрный кот»              | Михаил Танич      | Юрий Саульский | 2:41         |
| 10. | «Король «Оранжевое лето»» | Вадим Степанцов   |                | 3:24         |

## Участники записи
- Евгений Хавтан — гитара
- Евгений Осин — вокал
- Павел Кузин — ударные
- Сергей Лапин — бас-гитара
- Фёдор Пономарёв — саксофон
- Алексей Еленский — труба
- Иван Евдокимов — клавишные
- Игорь Замараев — звукорежиссёр[2]

## Видеоклипы
На песни, вошедшие в альбом, были сняты два видеоклипа, «Добрый вечер, Москва!» и «Мне грустно и легко» (обе песни на слова Вадима Степанцова). Съёмка клипов сопровождалась некоторыми происшествиями. Так, клип на песню «Мне грустно и легко» снимался в районе старой Москвы, где ещё сохранялись заброшенные дома, в которых жили бомжи. Один из бомжей во время съёмок финальных эпизодов подошёл к Осину и ударил его по лицу, так что концовку пришлось переснимать:160. В клипе «Добрый вечер, Москва!» участники группы ездили на старинном автомобиле, ранее по слухам принадлежавшем самому Мартину Борману. При этом у машины не было гидроусилителя руля, поэтому хотя руль в кадре крутил басист Сергей Лапин, один из музыкантов должен был докручивать руль снизу:160.

## Переиздания песен
До официального издания альбома четыре песни с альбома были изданы лишь в составе диска «Браво» «Песни разных лет» 1995 года:160, куда вошли «Добpый вечеp, Москвa!», «Просто так», «Сны» и «Мне грустно и легко».